# Make Sure You're Home for Christmas
Make Sure You're Home for Christmas è un album natalizio del cantante statunitense Joe, pubblicato nel 2009.

## Tracce
1. God Rest Ye Merry Gentlemen
2. Have Yourself A Merry Little Christmas
3. The Christmas Song
4. Grown Up Christmas List
5. It Ain't Christmas
6. Make Sure You're Home